# AEW TNT Championship
AEW TNT Championship este un titlu de wrestling masculin creat de promoția americană All Elite Wrestling (AEW). Înființat ca titlu secundar la 30 martie 2020, este numit după rețeaua de televiziune TNT, care difuzează programele săptămânale ale AEW, Collision precum și episoadele speciale trimestriale ale promoției Battle of the Belts. Campionul inaugural a fost Cody Rhodes. Campionul în vigoare este Dustin Rhodes, aflat la prima domnie. A câștigat titlul la All In pe 12 iulie 2025.
| AEW TNT Championship                                    | AEW TNT Championship |
| ------------------------------------------------------- | -------------------- |
| Centura standard TNT Championship (2021, 2023-prezent). |                      |
| Detalii                                                 |                      |
| Companie                                                | All Elite Wrestling  |
| Data înființării                                        | 30 martie, 2020      |
| Campionul curent                                        | Dustin Rhodes        |
| Data câștigată                                          | 12 iulie 2025        |